# Saint-Denis-Catus
Saint-Denis-Catus är en kommun i departementet Lot i regionen Occitanien i södra Frankrike. Kommunen ligger i kantonen Catus som tillhör arrondissementet Cahors. År 2022 hade Saint-Denis-Catus 203 invånare.

## Befolkningsutveckling
Antalet invånare i kommunen Saint-Denis-Catus
| Referens: INSEE |